# Dąbrówka (powiat aleksandrowski)
Dąbrówka (do 1 stycznia 2012 Dąbrówka Duża) – wieś w Polsce położona w województwie kujawsko-pomorskim, w powiecie aleksandrowskim, w gminie Raciążek.

## Podział administracyjny
W latach 1975–1998 miejscowość administracyjnie należała do województwa włocławskiego.

## Zmiana nazwy
1 stycznia 2012 nastąpiła zmiana nazwy wsi z Dąbrówka Duża na Dąbrówka.

## Demografia
Według Narodowego Spisu Powszechnego (III 2011 r.) liczyła 87 mieszkańców. Jest najmniejszą miejscowością gminy Raciążek.